# Hermann Funk (Germanist)
Hermann Funk (* 1953 in Bad Hersfeld) ist ein deutscher Germanist.

## Leben
Er besuchte das Jakob-Grimm-Gymnasium Rotenburg an der Fulda. Er studierte Geschichte und Englisch in Kassel und Lakeland, Wisconsin. Nach dem Referendariat in Geschichte und Englisch in Eschwege und in Glasgow war er Berufsschullehrer (Deutsch und Politik). Er war wissenschaftlicher Mitarbeiter im Studiengang Ausländerpädagogik der Universität Gesamthochschule Kassel seit 1980. Nach der Promotion 1987 und der Habilitation 2000 lehrte er bis 1999 an der Universität Kassel und 1999 am Herder-Institut der Universität Leipzig. Seit 2000 ist er Dozent für Deutsch als Fremd- und Zweitsprache bzw. Auslandsgermanistik an der Friedrich-Schiller-Universität Jena.

## Schriften (Auswahl)
- Bildungsziele und Inhalte im Englischunterricht 1924–1964. Von den preußischen Schulreformen bis zum Hamburger Abkommen. München 1991 (Dissertation).
- mit Udo Ohm und Christina Kuhn: Sprachtraining für Fachunterricht und Beruf. Fachtexte knacken – mit Fachsprache arbeiten. Münster 2007.